# Philippe Barraud (football)
Pour les articles homonymes, voir Philippe Barraud et Barraud.
Philippe Barraud, né le 23 octobre 1965 à La Rochelle, est un footballeur puis entraîneur français. Il évoluait au poste d'attaquant.

## Biographie
Philippe Barraud a principalement joué pour Rennes, de Tours et de Poitiers.
Il a disputé 42 matchs en Division 1 et 121 matchs en Division 2.
En février 2002, après deux semaines de stage au CTNFS de Clairefontaine, il est diplômé du brevet d'État d'éducateur sportif 2e degré (BEES 2). Il a par la suite intégré le staff du centre de formation du Stade rennais FC en tant que coordinateur du recrutement.

## Carrière
- 1984-1988 : Stade rennais FC
- 1988-1989 : Lille OSC : (Ligue 1) : 14 matchs, 2 buts
- 1989-1991 : Tours Football Club
- 1991-1992 : La Roche Vendée Football
- 1992-2001 : Poitiers Football Club[2]